# Tres de Febrero partido
Tres de Febrero egy partido Argentína középpontjától keletre, Buenos Aires tartományban. Székhelye Caseros.

## Népesség
A partido népessége a közelmúltban a következőképpen változott:
| Év   | Lakosság |
| ---- | -------- |
| 2001 | 334 874  |
| 2010 | 340 071  |